# August Siegert
August Friedrich Siegert, né le 5 mars 1820 à Neuwied et mort le 20 août 1921 à Düsseldorf, est un peintre prussien de l'école de Düsseldorf. 

## Biographie

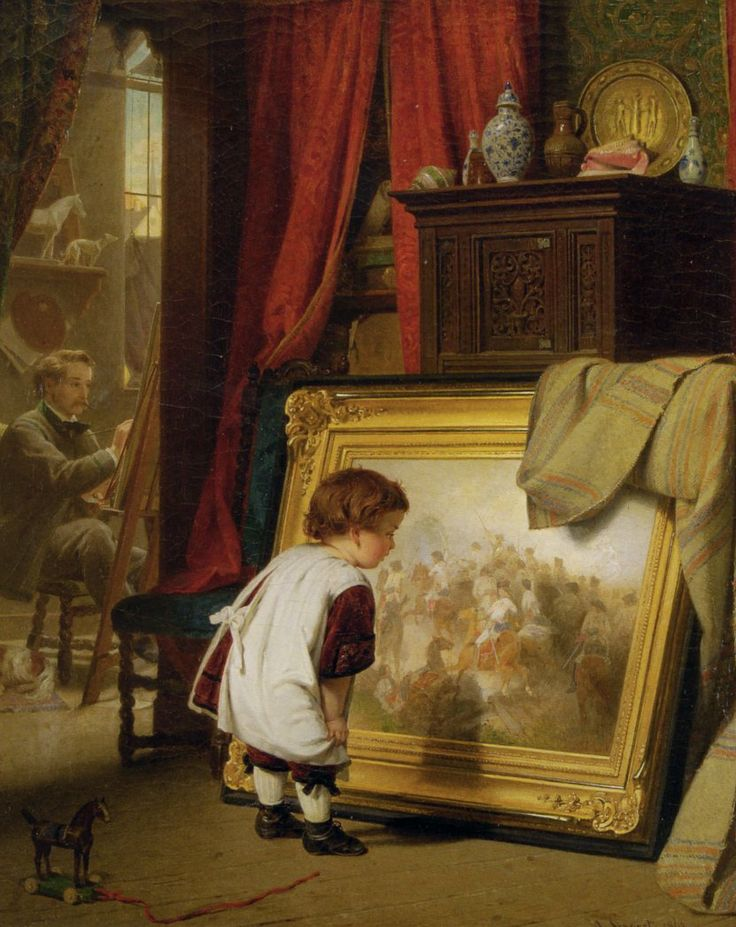
Ein Kunstfreund, 1863, Autoportrait de l'artiste à gauche en arrière-plan.

August Friedrich Siegert naît le 5 mars 1820 à Neuwied.
Il est le fils aîné d'un fabricant de savon et de bougies de Neuwied. À partir de 1835, il fréquente l'Académie des beaux-arts de Düsseldorf. En 1837, il est formé par Theodor Hildebrandt et à partir de 1841 par Wilhelm von Schadow. De 1846 à 1848, il traverse les Pays-Bas et la Belgique, où il découvre le colorisme belge à Anvers, en France et en Italie. Après un séjour plus long à Munich, il vit à Neuwied pendant quelques années et peint principalement des portraits. En 1851, il s'installe à Düsseldorf. Jusqu'en 1859, il dirige un atelier de maître à l'Académie des Beaux-Arts de Düsseldorf et y enseigne également. En 1872, il est nommé professeur.
Siegert est membre de la Düsseldorfer Künstlerverein Malkasten de 1850 à 1883.
Au début, il peint des sujets d'histoire, mais plus tard il se tourne vers la peinture de genre avec beaucoup de succès. Selon le jugement contemporain, ses tableaux se caractérisent « autant par leur contenu significatif, leur sensibilité vraie et peu exigeante, que par leur exécution aimante ». Il choisit des motifs de la vie familiale, qu'il dépeint avec un sentiment tardif de Biedermeier pour le mignon, et de la vie de taverne, mise en scène selon la peinture de genre de l'âge d'or des Pays-Bas, pour laquelle il trouve des acheteurs enthousiastes en Europe et aux États-Unis.
En 1852, Siegert épouse Mathilde de Haen, fille unique de Wilhelm de Haen, marchand de peintures, de produits pharmaceutiques et chimiques, et de son épouse Elisabeth Jacobine Carstanjen. Le couple a deux filles et deux fils. L'un des fils, August Siegert (1858-1931), dirige la société de Haen-Carstanjen & Söhne GmbH, Düsseldorf. Un descendant de Siegert est l'entrepreneur de Düsseldorf Theo Siegert.
Il meurt le 13 octobre 1883 à Düsseldorf.

## Œuvres
- Der Feiertag (1852)

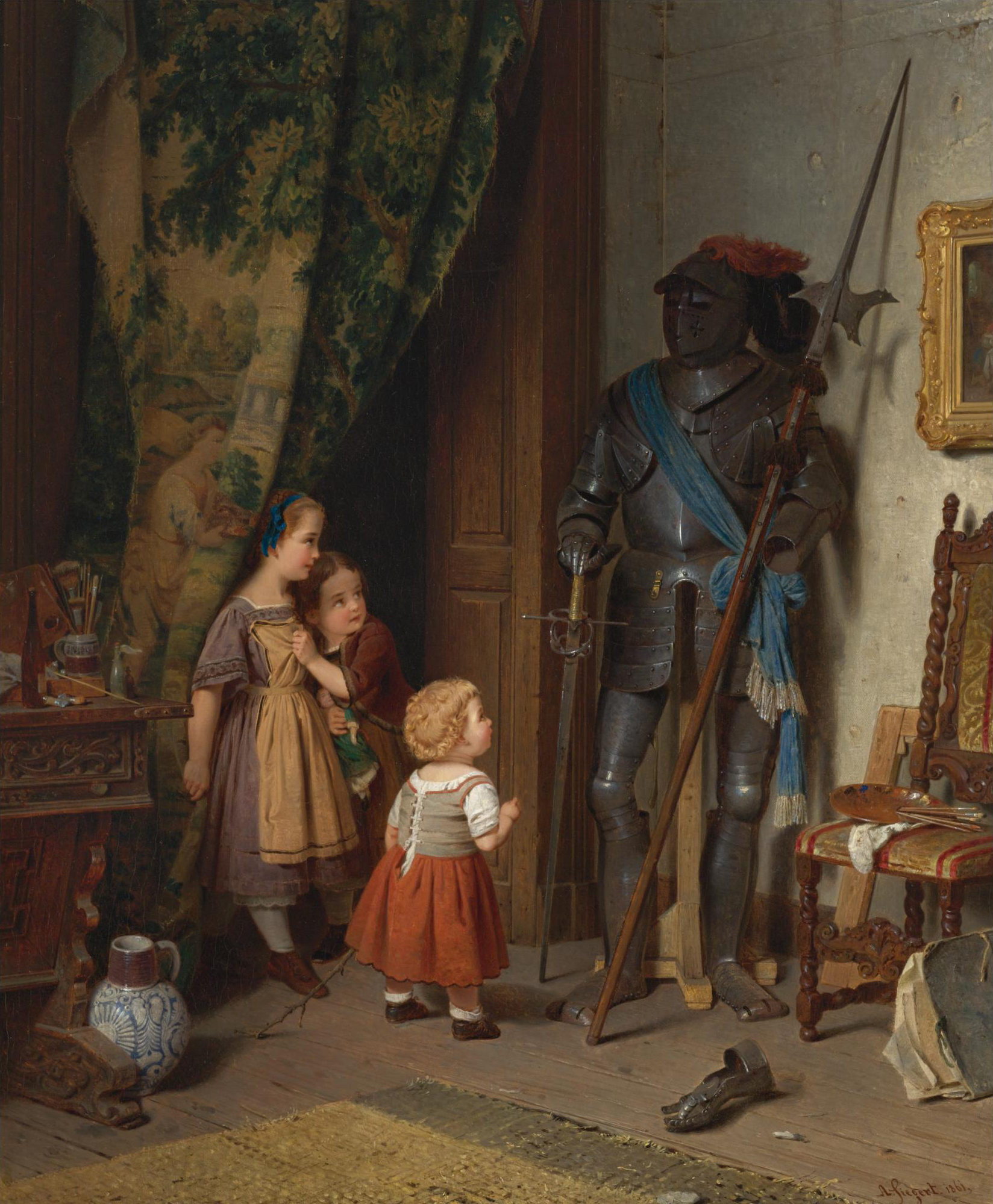
Kinder in der Künstlerwerkstatt.

- Eine arme Familie in einem reichen Haus gespeist (1858)
- Ein Kunstfreund (1863)[4]
- Die Essenszeit
- Der Liebesdienst (1870)
- Kinder in der Künstlerwerkstatt
- Die Vereinsamten

Dans Malerwerke des 19. Jahrhunderts de Friedrich von Boetticher, une cinquantaine d'œuvres de l'artiste sont répertoriées. 

## Exposition
- August Friedrich Siegert (1820–1883) – Die kleine Welt in der großen, Musée de la ville de Düsseldorf (6 mars au 14 juin 2020) et B.C. Koekkoek-Haus (de), Clèves (5 juillet au 1er novembre 2020)